# Éder János (festő)
Éder János, Hans Eder (Brassó, 1882. április 19. vagy 1883. április 12. – Brassó, 1955. november 5.) festő.

## Pályafutása
A müncheni Képzőművészeti Akadémián folytatott művészeti tanulmányokat, majd Brassóban dolgozott. 1918-ban Budapesten egyéni kiállításon szerepelt műveivel. Az első világháborús élményei több képén is megelevenednek.
Bálint Aladár kritikus így jellemzi Éder művészetét a Nyugat egyik 1918-as számában: "Technikája Van Goghra emlékeztet, de művészetéből hiányzik e tragikus sorsú nagy mester bensőséges közvetlensége. [...] Eder színharmóniáiból hiányzik a festőiség meleg erotikája, az a kozmikus öröm, mely a színek látásából, formák kitapintásából, a vonalak ritmikájának átéléséből fakad. Piszkos hideg tónusok, nyers piros foltok, feneketlen merev feketék társulnak gyakran bántó összetételben. E festő mintha nem a szemén, hanem agyán keresztül szemlélné a mindenséget, képei nem víziók, hanem absztrakciók kivetítései. És mert még távol van a kifejezés kiegyenlítettségétől vásznai előtt állandóan a ki nem mondott szó, végig nem gondolt gondolat, letiport érzés feszültségét érezzük. Színtelen rideg németség nehezedett e művészre."